# Ignatios Ferzli
Dom Ignatios (Ferzli)(Qaraoun, Líbano, 5 de fevereiro de 1913? — São Paulo, 8 de agosto de 1997), foi um bispo ortodoxo brasileiro, consagrado Metropolita de São Paulo e de Todo o Brasil sob a jurisdição da Igreja Ortodoxa Grega de Antioquia.

## Biografia
Nascido em Zalé, no Líbano, Ignatios foi ordenado hierodiácono e serviu em Alexandria antes de estudar em Istambul, onde estudou com o futuramente Patriarca Partênio III de Alexandria. Retornando a Alexandria, foi ordenado Grande Arquimandrita, até que em 1958 foi enviado a São Paulo, onde Dom Michel Chehade era bispo à época, sendo consagrado metropolita. Mais tarde, sendo questionado, comentou: "Tudo caminhava para que eu servisse à ortodoxia no trono de São Marcos, quando, para minha surpresa, fui designado para servir ao trono de São Paulo. E minha missão se desviou para o Brasil. Se ficasse em Alexandria, teria sido o Patriarca."
Dom Ignatios falava e escrevia fluentemente, além do árabe e do português, inglês, francês, grego, armênio e russo.